# Nador
Nador (arabsky نناظور) je město v Maroku, hlavní město stejnojmenné provincie, nachází se na severovýchodě státu. Má přibližně 158 tisíc obyvatel a rozlohu .

## Geografie
Nachází se na východním okraji pohoří Ríf, v nadmořské výšce 5 až 50 m n. m. Nachází se asi 12 kilometrů severně od Mellily. V okolí města se nachází vyhaslé sopky Jbel Sebt a Jbel Tazoud.

## Partnerská města
- Marseille, Francie
- Brusel, Belgie
- Rotterdam, Nizozemsko

## Osobnosti
- Najib Amhali (* 1971), komik
- Samir Benamar (* 1992), fotbalista
- Mohammed Benzakour (* 1972), novinář a spisovatel
- Saïd Bérioui (* 1975), běžec na dlouhé tratě
- Mohamed El-Bouazzati (* 1997), fotbalista
- Najat El Hachmi (* 1979), spisovatel
- Benaissa Lamroubal (* 1979), komik
- Mustapha Mansouri (* 1953), politik a diplomat
- Oualid Mokhtari (* 1982), fotbalista
- Bachir Qamari (* 1951), spisovatel